# Die Sekte (Hip-Hop-Gruppe)
Die Sekte war ein 1998 gegründeter, loser Zusammenschluss von verschiedenen Berliner Hip-Hop-Aktivisten aus dem Umfeld der Musiklabel Royal Bunker und Aggro Berlin.

## Geschichte
Die Rapper Sido und B-Tight besuchten regelmäßig Open-Mic-Sessions in der Kellerkneipe bzw. dem späteren Independent-Label Royal Bunker (zuvor Mikrokosmos) und gründeten im Jahr 1998 im Zuge ihrer ersten Tape-Veröffentlichung namens Wissen~Flow~Talent das Rap-Duo Royal TS, wobei „Royal“ für „Royal Bunker“ und „TS“ für „Tight“ und „Sido“ stand. Zu dieser Zeit hatte das Duo bereits musikalischen Kontakt zu den Rappern Bendt, Collins, Kimba, Calle und Rhymin Simon, mit denen sie 1999 über Royal Bunker unter dem Namen Die Sekte ihr erstes gemeinsames Album Sintflows veröffentlichten. Darauffolgend trat der Rapper Milos über Kontakt zu Kimba und Calle der Sekte bei und auch Vokalmatador schloss sich der Formation an, nachdem ein Kennenlernen bei den ersten Rap-am-Mittwoch-Sessions folgte. Seinerzeit schloss sich DJ Werd alias Drew ebenso der Gruppierung an, als er im Jahr 1999 von den Vereinigten Staaten nach Berlin zog. Folglich traten alle Mitglieder der Sekte mit Gastbeiträgen auf eigenen Produktionen wie ...Sein Album von B-Tight, Back in Dissniss von Royal TS und ...Mit Pint Und Pegel von Rhymin Simon in Erscheinung.
Bereits zur Zeit der Produktion von Back in Dissniss wurden die Sekte-Rapper mit der Label-Arbeit bei Royal Bunker unzufrieden, da Geschäftsführer Marcus Staiger sein geschäftliches Augenmerk ihrer Ansicht nach zu wenig auf die Sekte richtete. Im Juli des Jahres 2000 gab Royal Bunker offiziell die Trennung mit der Sekte bekannt und beendete den Vertrieb des Tapes Back in Dissniss, welches die Sekte fortan selbst vertrieb.
Im Jahr 2001 beschloss der Graffiti-Künstler Specter gemeinsam mit Halil Efe – Inhaber des Berliner Hip-Hop-Geschäfts Downstairs und dem Hip-Hop-Aktivisten Jens „Spaiche“ Ihlenfeld das Independent-Label Aggro Berlin zu gründen. Als erste Künstler erhielten die vier Rapper Sido, B-Tight, Rhymin Simon und Vokalmatador ein Vertragsangebot und veröffentlichten in dieser fortan „offiziellen“ neuen Sekte-Konstellation das Musikvideo Hältst du es aus?. Die übrigen Sekte-Rapper hatten zu dieser Zeit keine Ambitionen denselben Weg zu bestreiten. Aufgrund von Meinungsverschiedenheiten trennten sich Vokalmatador und Rhymin Simon jedoch vor Abschluss der Vertragsverhandlungen ebenso von der Sekte, womit einzig Sido und B-Tight als erste Künstler des Labels verpflichtet wurden und sich auf Anraten der Labelführung bald darauf von Royal TS in Alles ist die Sekte, kurz A.i.d.S., umbenannten.
Neben DJ Werd – der sich nach wie vor an A.i.d.S.-Produktionen beteiligte, Bendt – der vereinzelt als Feature-Gast auftrat und Mesut – der sich der Konstellation bereits seit dem Jahr 2000 näherte, trat die Sekte ab dem Jahr 2003 erstmals auf der Aggro Ansage Nr. 3 offiziell bestehend aus Sido, B-Tight, Bendt, Mesut, Fuhrman, MOK, Tony D und DJ Werd in Erscheinung.
Eine handfeste Basis erhielt die Sekte Ende 2006 mit dem von Sido und B-Tight gegründeten Independent-Label Sektenmuzik, bei dem neben weiteren Künstlern der Rapper Alpa Gun unter Vertrag genommen wurde, der sich seit dem Jahr 2004 verstärkt in den Kreisen der Sekte bewegte und ab 2005 offiziell als Mitglied in Erscheinung trat. Die Rapper MOK, Tony D, Fuhrman und Bendt hingegen wurden zwar nicht unter Vertrag genommen, veröffentlichten jedoch Musik über das Label. Nachdem jedoch das Label Aggro Berlin im April 2009 den Betrieb einstellte, kamen Tony D und B-Tight bei Sektenmuzik unter Vertrag. 10 Jahre nach der Veröffentlichung von Sintflows erschien im November 2009 ein zweites Sekte-Album namens Die Sekte, welches im Juli 2010 indiziert wurde. Auf der Zusatz-CD der Christmas Edition traten erstmals und einmalig seit den Sekte-Anfängen die Rapper Calle, Collins, Kimba, Rhymin Simon und Vokalmatador neben der neuen Gruppierung in Erscheinung.
Bald darauf wurde der Betrieb des Labels aufgrund von Unrentabilität auf unbestimmte Zeit pausiert und blieb schließlich inaktiv; was wiederum den lautlosen Bruch zwischen den Mitgliedern der Sekte einläutete. Alpa Gun veröffentlichte im April 2012 den Track Alles war die Sekte, auf dem er über seine Negativerfahrungen von seiner Zeit bei der Sekte berichtitete und auch der Künstler MOK berichtete im Jahr 2013 über kreative und finanzielle Differenzen mit der Labelführung.

## Diskografie

### Studioalben
| Jahr | Titel Musiklabel         | Höchstplatzierung, Gesamtwochen, AuszeichnungChartplatzierungen (Jahr, Titel, Musiklabel, Platzierungen, Wochen, Auszeichnungen, Anmerkungen) | Höchstplatzierung, Gesamtwochen, AuszeichnungChartplatzierungen (Jahr, Titel, Musiklabel, Platzierungen, Wochen, Auszeichnungen, Anmerkungen) | Höchstplatzierung, Gesamtwochen, AuszeichnungChartplatzierungen (Jahr, Titel, Musiklabel, Platzierungen, Wochen, Auszeichnungen, Anmerkungen) | Anmerkungen                                  |
| Jahr | Titel Musiklabel         | DE | AT | CH | Anmerkungen                                  |
| ---- | ------------------------ | --- | --- | --- | -------------------------------------------- |
| 1999 | Sintflows Royal Bunker   | — | — | — | Erstveröffentlichung: 1999 Tape              |
| 2001 | Ihr Nutten Eigenvertrieb | — | — | — | Erstveröffentlichung: 2001 Kompilation, Tape |
| 2009 | Die Sekte Sektenmuzik    | DE59 (1 Wo.)DE | — | CH71 (1 Wo.)CH | Erstveröffentlichung: 6. November 2009       |

### Lieder
| Jahr | Titel Album                                                    | Anmerkungen |
| ---- | -------------------------------------------------------------- | --- |
| 1998 | Westberlin Berlin Nr.1 (Kompilation) von Mikrokosmos           | B-Tight, Collins, Kimba & Sido mit Fumanschu |
| 2000 | Halt dich fest Berlin Nr.2 (Kompilation) von Mikrokosmos       | Bendt, Sido, Collins & B-Tight |
| 2000 | Keep It Real BRP 4Life von Taktloss                            | Taktloss feat. B-Tight, Collins, Rhymin Simon, Sido mit Frauenarzt, Jack Orsen, Justus, King Orgasmus One, Basstard, Martin B, Ronald Mack Donald & S-Rok |
| 2001 | RapFrankenstein Tag der Abrechnung von King Orgasmus One       | King Orgasmus One feat. B-Tight, Rhymin Simon, Sido, Vokalmatador & Basstard                                                                              |
| 2001 | Gangster, Gangster!!! Tag der Abrechnung von King Orgasmus One | King Orgasmus One feat. B-Tight, Calle, Rhymin Simon, Sido, Vokalmatador, Bass Sultan Hengzt, Bushido, Dent, Messacka, Tequal, Frauenarzt & Vork One      |

| Jahr | Titel Album                                                       | Anmerkungen                                                                        |
| ---- | ----------------------------------------------------------------- | ---------------------------------------------------------------------------------- |
| 1999 | Open Mic ...Sein Album von B-Tight                                | B-Tight feat. Calle, Bendt, Vokalmatador, Rhymin Simon, Milos, Dent & Vork One     |
| 2000 | Open Mic Back In Dissniss von Royal TS                            | Royal TS feat. Milos, Calle, Rhymin Simon, Bendt, Collins, Vokalmatador & Takuma   |
| 2000 | Sleepwalker ...Mit Pint Und Pegel von Rhymin Simon                | Rhymin Simon feat. Sido, B-Tight, Collins & Bendt                                  |
| 2003 | Für die Sekte Aggro Ansage Nr. 3 von Aggro Berlin                 | Sido, Bendt, Tony D, Fuhrman, MOK, Mesut & B-Tight                                 |
| 2004 | Die Sekte Maske von Sido                                          | Sido feat. Bendt, Tony D, B-Tight, Fuhrman & Mesut                                 |
| 2004 | Alle wolln cool sein Neukölln Hustler von MOK                     | MOK feat. Tony D, Sido, B-Tight & Mesut                                            |
| 2005 | Die Sekte Musik oder Knast von MOK                                | MOK feat. B-Tight, Tony D, Alpa Gun & Sido                                         |
| 2005 | Das ist Krieg Aggro Ansage Nr. 5 von Aggro Berlin                 | B-Tight, Alpa Gun, MOK, Tony D, Fuhrman & Sido                                     |
| 2005 | Die Sekte und SRK Dein Lieblings Album von Deine Lieblings Rapper | B-Tight, Alpa Gun, Tony D & MOK mit Said, M.J., Cisse & Tony Tone                  |
| 2007 | 100 % Sektenmuzik Psychose von Grüne Medizin                      | Grüne Medizin feat. Alpa Gun, B-Tight, Bendt, Fuhrman, MOK, Sido, Tony D & Greckoe |
| 2008 | Meine Gang Ich und meine Maske von Sido                           | Sido feat. Bendt, B-Tight, MOK, Tony D, Fuhrman & Alpa Gun                         |
| 2008 | Die Sekte 2 Chaoten von Fuhrman und Bendt                         | Fuhrmann & Bendt feat. Alpa Gun, B-Tight, Tony D & Sido                            |
| 2009 | Für die Sekte Für die Gegnaz! von Tony D                          | Tony D feat. Alpa Gun, Bendt, B-Tight, Sido & Fuhrman                              |
| 2009 | 10 Jahre Aggro Berlin! von Sido                                   | Sido feat. Fuhrman, Tony D, B-Tight, Alpa Gun, Bendt & MOK                         |

### Musikvideos
| Jahr | Titel             | Künstler                                         | Regisseur(e)   |
| ---- | ----------------- | ------------------------------------------------ | -------------- |
| 2001 | Hältst du es aus? | Vokalmatador, Rhymin Simon, B-Tight & Sido       | Stephan Zimmer |
| 2009 | Rockstarz         | Sido, B-Tight, Alpa Gun, Bendt, Fuhrman & Tony D | DJ Desue       |